# Мокляк Олександр Сергійович
Олекса́ндр Сергі́йович Мокля́к (нар. 21 серпня 1986 — пом. 6 лютого 2015) — солдат Збройних сил України.

## Життєпис
Рано втратив батьків — став сиротою ще у дитинстві. Закінчив Полтавське ПТУ № 10, Проходив строкову службу в лавах ЗСУ. Демобілізувавшись, працював у ТОВ «Наша марка».
У часі війни мобілізований, механік лісопильного відділення інженерно-технічної роти 57-ї окремої мотопіхотної бригади.
Під Дебальцевим виконував бойові завдання у складі 128-ї бригади задля ролі посилення взводного опорного пункту. Загинув 6 лютого 2015-го в бою в Чорнухиному Попаснянського району під час танкової атаки російських збройних формувань на взводно-опорний пункт «Віталій». Від розриву танкового снаряду Олександру рознесло голову; тіло забрали сепаратисти. Російський «канал» «Лайф Ньюз» і терористи поширювали брехню, що бійці йшли здаватись, а їх застрелили «загороджувальні загони Нацгвардії». У тому бою загинули старший лейтенант Микола Карнаухов, старший солдат Віталій Іскандаров, солдати Олександр Мокляк й Євген Шверненко, згодом упізнані серед загиблих; смертельного поранення осколком в голову зазнав старший солдат 15-го гірськопіхотного батальйону Олександр Капуш.
Після довгих перемовин у березні 2015 року вдалося забрати тіло вояка.
11 березня Олександра поховали в Нових Санжарах.
Лишилася дружина та син 2009 р.н.

## Нагороди та вшанування
За особисту мужність і героїзм, виявлені у захисті державного суверенітету та територіальної цілісності України, вірність військовій присязі під час російсько-української війни, відзначений — нагороджений
- Указом Президента України № 270/2015 від 15 травня 2015 року — орденом «За мужність» III ступеня (посмертно)[1]